# Qualificazioni al campionato europeo femminile under 18 di pallavolo 2011
Le qualificazioni al campionato europeo pre-juniores di pallavolo femminile 2011 si sono svolte dal 5 al 9 gennaio 2011: al torneo hanno partecipato venticinque squadre nazionali pre-juniores europee e dieci di queste si sono qualificate per il Campionato europeo femminile under 18 di pallavolo 2011.

## Regolamento
Le squadre hanno disputato una fase a gironi con formula del girone all'italiana: le prime due classificate di ogni girone si sono qualificate per il Campionato europeo femminile under 18 di pallavolo 2011, mentre la squadra campione in carica, il Belgio, e la nazionale ospitante, la Turchia, sono state ammesse di diritto.

## Squadre partecipanti
- Austria
- Bielorussia
- Bulgaria
- Croazia
- Danimarca
- Estonia
- Finlandia
- Francia
- Germania
- Grecia
- Italia
- Lettonia
- Lituania
- Paesi Bassi
- Polonia
- Portogallo
- Rep. Ceca
- Romania
- Russia
- Serbia
- Slovacchia
- Slovenia
- Spagna
- Ucraina
- Ungheria

## Torneo
| Girone A   | Girone B    | Girone C   | Girone D | Girone E    |
| ---------- | ----------- | ---------- | -------- | ----------- |
| Austria    | Italia      | Estonia    | Bulgaria | Bielorussia |
| Croazia    | Lituania    | Finlandia  | Francia  | Danimarca   |
| Grecia     | Paesi Bassi | Lettonia   | Germania | Slovenia    |
| Portogallo | Romania     | Rep. Ceca  | Polonia  | Ucraina     |
| Serbia     | Spagna      | Slovacchia | Russia   | Ungheria    |

### Girone A

#### Risultati
| 5 gennaio 2013 SRC Jezero, Kladovo Durata: 1h:16 - Spettatori: 100 | Grecia     | 3 - 0 | Austria    | 25-17, 25-15, 25-16        |
| 5 gennaio 2013 SRC Jezero, Kladovo Durata: 1h:04 - Spettatori: 575 | Serbia     | 3 - 0 | Portogallo | 25-9, 25-10, 25-11         |
| 6 gennaio 2013 SRC Jezero, Kladovo Durata: 1h:09 - Spettatori: 75  | Austria    | 0 - 3 | Croazia    | 11-25, 16-25, 16-25        |
| 6 gennaio 2013 SRC Jezero, Kladovo Durata: 1h:19 - Spettatori: 500 | Grecia     | 0 - 3 | Serbia     | 16-25, 21-25, 19-25        |
| 7 gennaio 2013 SRC Jezero, Kladovo Durata: 1h:10 - Spettatori: 75  | Portogallo | 3 - 1 | Austria    | 25-23, 25-22, 20-25, 25-14 |
| 7 gennaio 2013 SRC Jezero, Kladovo Durata: 1h:17 - Spettatori: 275 | Croazia    | 0 - 3 | Grecia     | 19-25, 20-25, 18-25        |
| 8 gennaio 2013 SRC Jezero, Kladovo Durata: 1h:03 - Spettatori: 75  | Croazia    | 3 - 0 | Portogallo | 25-10, 25-11, 25-10        |
| 8 gennaio 2013 SRC Jezero, Kladovo Durata: 1h:14 - Spettatori: 600 | Austria    | 0 - 3 | Serbia     | 22-25, 23-25, 13-25        |
| 9 gennaio 2013 SRC Jezero, Kladovo Durata: 1h:26 - Spettatori: 50  | Portogallo | 0 - 3 | Grecia     | 25-27, 23-25, 15-25        |
| 9 gennaio 2013 SRC Jezero, Kladovo Durata: 1h:26 - Spettatori: 50  | Serbia     | 3 - 1 | Croazia    | 23-25, 25-17, 25-16, 26-24 |

#### Classifica
| Pos | Squadra    | Pt | G | V | P | SV | SP | Ratio  | PF  | PS  | Ratio |
| --- | ---------- | -- | - | - | - | -- | -- | ------ | --- | --- | ----- |
| 1   | Serbia     | 8  | 4 | 4 | 0 | 12 | 1  | 12.000 | 324 | 226 | 1.434 |
| 2   | Grecia     | 7  | 4 | 3 | 1 | 9  | 3  | 3.000  | 283 | 243 | 1.165 |
| 3   | Croazia    | 6  | 4 | 2 | 2 | 7  | 6  | 1.167  | 289 | 248 | 1.165 |
| 4   | Portogallo | 5  | 4 | 1 | 3 | 3  | 10 | 0.300  | 219 | 311 | 0.704 |
| 5   | Austria    | 4  | 4 | 0 | 4 | 1  | 12 | 0.083  | 233 | 320 | 0.728 |

### Girone B

#### Risultati
| 5 gennaio 2013 PalaPaternesi, Foligno Durata: 1h:49 - Spettatori: 150 | Paesi Bassi | 1 - 3 | Spagna      | 23-25, 14-25, 25-23, 23-25       |
| 5 gennaio 2013 PalaPaternesi, Foligno Durata: 0h:58 - Spettatori: 250 | Lituania    | 0 - 3 | Italia      | 20-25, 10-25, 11-25              |
| 6 gennaio 2013 PalaPaternesi, Foligno Durata: 1h:03 - Spettatori: 120 | Lituania    | 0 - 3 | Paesi Bassi | 20-25, 12-25, 12-25              |
| 6 gennaio 2013 PalaPaternesi, Foligno Durata: 1h:37 - Spettatori: 200 | Romania     | 1 - 3 | Spagna      | 19-25, 25-17, 14-25, 19-25       |
| 7 gennaio 2013 PalaPaternesi, Foligno Durata: 1h:40 - Spettatori: 100 | Spagna      | 3 - 1 | Lituania    | 23-25, 25-19, 25-22, 25-14       |
| 7 gennaio 2013 PalaPaternesi, Foligno Durata: 1h:06 - Spettatori: 350 | Italia      | 3 - 0 | Romania     | 26-24, 25-16, 25-12              |
| 8 gennaio 2013 PalaPaternesi, Foligno Durata: 1h:30 - Spettatori: 100 | Romania     | 3 - 1 | Lituania    | 25-23, 25-15, 21-25, 25-14       |
| 8 gennaio 2013 PalaPaternesi, Foligno Durata: 1h:12 - Spettatori: 450 | Italia      | 3 - 0 | Paesi Bassi | 25-10, 25-18, 25-22              |
| 9 gennaio 2013 PalaPaternesi, Foligno Durata: 1h:22 - Spettatori: 120 | Paesi Bassi | 3 - 0 | Romania     | 26-24, 29-27, 25-16              |
| 9 gennaio 2013 PalaPaternesi, Foligno Durata: 1h:54 - Spettatori: 600 | Spagna      | 2 - 3 | Italia      | 21-25, 21-25, 25-23, 25-15, 9-15 |

#### Classifica
| Pos | Squadra     | Pt | G | V | P | SV | SP | Ratio | PF  | PS  | Ratio |
| --- | ----------- | -- | - | - | - | -- | -- | ----- | --- | --- | ----- |
| 1   | Italia      | 8  | 4 | 4 | 0 | 12 | 2  | 6.000 | 329 | 244 | 1.348 |
| 2   | Spagna      | 7  | 4 | 3 | 1 | 11 | 6  | 1.833 | 389 | 345 | 1.127 |
| 3   | Paesi Bassi | 6  | 4 | 2 | 2 | 7  | 6  | 1.167 | 290 | 284 | 1.021 |
| 4   | Romania     | 5  | 4 | 1 | 3 | 4  | 10 | 0.400 | 292 | 325 | 0.898 |
| 5   | Lituania    | 4  | 4 | 0 | 4 | 2  | 12 | 0.167 | 242 | 344 | 0.703 |

### Girone C

#### Risultati
| 5 gennaio 2013 City Sport Hall, Bardejov Durata: 1h:13 - Spettatori: 120 | Finlandia  | 0 - 3 | Rep. Ceca  | 18-25, 17-25, 17-25        |
| 5 gennaio 2013 City Sport Hall, Bardejov Durata: 1h:05 - Spettatori: 400 | Slovacchia | 3 - 0 | Estonia    | 25-13, 25-18, 25-16        |
| 6 gennaio 2013 City Sport Hall, Bardejov Durata: 1h:36 - Spettatori: 150 | Estonia    | 1 - 3 | Lettonia   | 25-20, 23-25, 24-26, 15-25 |
| 6 gennaio 2013 City Sport Hall, Bardejov Durata: 1h:43 - Spettatori: 715 | Slovacchia | 3 - 1 | Finlandia  | 25-18, 25-18, 24-26, 25-19 |
| 7 gennaio 2013 City Sport Hall, Bardejov Durata: 1h:08 - Spettatori: 215 | Rep. Ceca  | 3 - 0 | Lettonia   | 25-20, 25-21, 25-7         |
| 7 gennaio 2013 City Sport Hall, Bardejov Durata: 1h:03 - Spettatori: 218 | Finlandia  | 3 - 0 | Estonia    | 25-15, 25-20, 25-9         |
| 8 gennaio 2013 City Sport Hall, Bardejov Durata: 1h:00 - Spettatori: 235 | Estonia    | 0 - 3 | Rep. Ceca  | 12-25, 13-25, 20-25        |
| 8 gennaio 2013 City Sport Hall, Bardejov Durata: 1h:00 - Spettatori: 785 | Lettonia   | 0 - 3 | Slovacchia | 10-25, 14-25, 17-25        |
| 9 gennaio 2013 City Sport Hall, Bardejov Durata: 1h:09 - Spettatori: 168 | Lettonia   | 0 - 3 | Finlandia  | 22-25, 14-25, 19-25        |
| 9 gennaio 2013 City Sport Hall, Bardejov Durata: 1h:17 - Spettatori: 612 | Rep. Ceca  | 0 - 3 | Slovacchia | 15-25, 21-25, 20-25        |

#### Classifica
| Pos | Squadra    | Pt | G | V | P | SV | SP | Ratio  | PF  | PS  | Ratio |
| --- | ---------- | -- | - | - | - | -- | -- | ------ | --- | --- | ----- |
| 1   | Slovacchia | 8  | 4 | 4 | 0 | 12 | 1  | 12.000 | 324 | 225 | 1.440 |
| 2   | Rep. Ceca  | 7  | 4 | 3 | 1 | 9  | 3  | 3.000  | 281 | 220 | 1.277 |
| 3   | Finlandia  | 6  | 4 | 2 | 2 | 7  | 6  | 1.167  | 283 | 273 | 1.037 |
| 4   | Lettonia   | 5  | 4 | 1 | 3 | 3  | 10 | 0.300  | 240 | 312 | 0.769 |
| 5   | Estonia    | 4  | 4 | 0 | 4 | 1  | 12 | 0.083  | 223 | 321 | 0.695 |

### Girone D

#### Risultati
| 5 gennaio 2013 Ballspielhalle 3, Grünheide Durata: 1h:12 - Spettatori: 50  | Francia  | 0 - 3 | Germania | 17-25, 20-25, 14-25               |
| 5 gennaio 2013 Ballspielhalle 3, Grünheide Durata: 1h:12 - Spettatori: 60  | Bulgaria | 0 - 3 | Russia   | 21-25, 18-25, 17-25               |
| 6 gennaio 2013 Ballspielhalle 3, Grünheide Durata: 1h:41 - Spettatori: 50  | Germania | 3 - 1 | Bulgaria | 19-25, 25-16, 25-18, 25-17        |
| 6 gennaio 2013 Ballspielhalle 3, Grünheide Durata: 1h:40 - Spettatori: 50  | Polonia  | 3 - 1 | Francia  | 25-16, 25-22, 14-25, 25-22        |
| 7 gennaio 2013 Ballspielhalle 3, Grünheide Durata: 1h:12 - Spettatori: ?   | Bulgaria | 0 - 3 | Polonia  | 14-25, 20-25, 17-25               |
| 7 gennaio 2013 Ballspielhalle 3, Grünheide Durata: 1h:21 - Spettatori: 150 | Russia   | 0 - 3 | Germania | 14-25, 19-25, 26-28               |
| 8 gennaio 2013 Ballspielhalle 3, Grünheide Durata: 1h:56 - Spettatori: ?   | Polonia  | 3 - 2 | Russia   | 25-16, 20-25, 25-22, 23-25, 16-14 |
| 8 gennaio 2013 Ballspielhalle 3, Grünheide Durata: 2h:08 - Spettatori: 50  | Francia  | 3 - 2 | Bulgaria | 19-25, 23-25, 29-27, 26-24, 15-13 |
| 9 gennaio 2013 Ballspielhalle 3, Grünheide Durata: 1h:32 - Spettatori: 50  | Russia   | 3 - 1 | Francia  | 19-25, 25-20, 25-19, 25-12        |
| 9 gennaio 2013 Ballspielhalle 3, Grünheide Durata: 1h:20 - Spettatori: 200 | Germania | 3 - 0 | Polonia  | 28-26, 25-22, 25-18               |

#### Classifica
| Pos | Squadra  | Pt | G | V | P | SV | SP | Ratio  | PF  | PS  | Ratio |
| --- | -------- | -- | - | - | - | -- | -- | ------ | --- | --- | ----- |
| 1   | Germania | 8  | 4 | 4 | 0 | 12 | 1  | 12.000 | 325 | 252 | 1.290 |
| 2   | Polonia  | 7  | 4 | 3 | 1 | 9  | 6  | 1.500  | 339 | 316 | 1.073 |
| 3   | Russia   | 6  | 4 | 2 | 2 | 8  | 7  | 1.143  | 330 | 319 | 1.034 |
| 4   | Francia  | 5  | 4 | 1 | 3 | 5  | 11 | 0.454  | 324 | 372 | 0.871 |
| 5   | Bulgaria | 4  | 4 | 0 | 4 | 3  | 12 | 0.250  | 297 | 357 | 0.832 |

### Girone E

#### Risultati
| 5 gennaio 2013 Športna dvorana, Canale d'Isonzo Durata: 1h:14 - Spettatori: 50  | Ucraina     | 3 - 0 | Bielorussia | 25-22, 25-21, 25-21               |
| 5 gennaio 2013 Športna dvorana, Canale d'Isonzo Durata: 1h:02 - Spettatori: 250 | Danimarca   | 0 - 3 | Slovenia    | 12-25, 11-25, 11-25               |
| 6 gennaio 2013 Športna dvorana, Canale d'Isonzo Durata: 1h:07 - Spettatori: 50  | Ungheria    | 3 - 0 | Danimarca   | 25-16, 25-14, 29-27               |
| 6 gennaio 2013 Športna dvorana, Canale d'Isonzo Durata: 1h:40 - Spettatori: 400 | Slovenia    | 3 - 2 | Ucraina     | 25-22, 25-14, 21-25, 18-25, 15-6  |
| 7 gennaio 2013 Športna dvorana, Canale d'Isonzo Durata: 1h:30 - Spettatori: 50  | Ucraina     | 3 - 1 | Ungheria    | 21-25, 25-17, 25-21, 25-20        |
| 7 gennaio 2013 Športna dvorana, Canale d'Isonzo Durata: 1h:10 - Spettatori: 400 | Bielorussia | 0 - 3 | Slovenia    | 18-25, 13-25, 18-25               |
| 8 gennaio 2013 Športna dvorana, Canale d'Isonzo Durata: 0h:59 - Spettatori: 30  | Danimarca   | 0 - 3 | Ucraina     | 14-25, 23-25, 17-25               |
| 8 gennaio 2013 Športna dvorana, Canale d'Isonzo Durata: 2h:03 - Spettatori: 80  | Ungheria    | 3 - 2 | Bielorussia | 23-25, 25-23, 25-27, 25-19, 17-15 |
| 9 gennaio 2013 Športna dvorana, Canale d'Isonzo Durata: 1h:06 - Spettatori: 30  | Bielorussia | 3 - 0 | Danimarca   | 25-21, 25-11, 25-13               |
| 9 gennaio 2013 Športna dvorana, Canale d'Isonzo Durata: 1h:08 - Spettatori: 600 | Slovenia    | 3 - 0 | Ungheria    | 25-18, 25-23, 25-18               |

#### Classifica
| Pos | Squadra     | Pt | G | V | P | SV | SP | Ratio | PF  | PS  | Ratio |
| --- | ----------- | -- | - | - | - | -- | -- | ----- | --- | --- | ----- |
| 1   | Slovenia    | 8  | 4 | 4 | 0 | 12 | 2  | 6.000 | 329 | 234 | 1.406 |
| 2   | Ucraina     | 7  | 4 | 3 | 1 | 11 | 4  | 2.750 | 338 | 305 | 1.108 |
| 3   | Ungheria    | 6  | 4 | 2 | 2 | 7  | 8  | 0.875 | 336 | 337 | 0.997 |
| 4   | Bielorussia | 5  | 4 | 1 | 3 | 5  | 9  | 0.556 | 297 | 310 | 0.958 |
| 5   | Danimarca   | 4  | 4 | 0 | 4 | 0  | 12 | 0.000 | 190 | 304 | 0.625 |

## Squadre qualificate
- Germania
- Grecia
- Italia
- Polonia
- Rep. Ceca
- Serbia
- Slovacchia
- Slovenia
- Spagna
- Ucraina